# Heraskivske, Markivka
Heraskivske (în ucraineană Гераськівське) este un sat în comuna Krasne Pole din raionul Markivka, regiunea Luhansk, Ucraina.

## Demografie
Componența lingvistică a localității Heraskivske
     Ucraineană (93,86%)
     Rusă (6,14%)
Conform recensământului din 2001, majoritatea populației localității Heraskivske era vorbitoare de ucraineană (93,86%), existând în minoritate și vorbitori de rusă (6,14%).